# New Party
Le New Party est un parti politique éphémère actif au Royaume-Uni au cours des premières années de la décennie 1930. Fondé par Oswald Mosley, alors député ayant successivement appartenu aux rangs conservateurs et travaillistes, il vit le jour après que ce dernier eût quitté le Parti travailliste. Cette rupture intervint à la suite du rejet, de justesse, de son Mémorandum Mosley par la conférence annuelle du parti en 1930. Ce document exposait les mesures qu'il préconisait pour remédier à la question du chômage.

## Mémorandum de Mosley
Le 6 décembre 1930, Mosley rendit publique une version augmentée du « Mémorandum Mosley », document cosigné par lui-même, son épouse et collègue parlementaire travailliste Lady Cynthia, ainsi que quinze autres députés du Parti travailliste : Oliver Baldwin, Joseph Batey, Aneurin Bevan, W. J. Brown, William Cove, Robert Forgan, J. F. Horrabin, James Lovat-Fraser, John McGovern, John James McShane, Frank Markham, H. T. Muggeridge, Morgan Philips Price, Charles Simmons et John Strachey. Cette déclaration fut également approuvée par A. J. Cook, secrétaire général de la Fédération des mineurs de Grande-Bretagne (Miners' Federation of Great Britain). 

## Fondation du New Party

Un organigramme montrant l'histoire du premier mouvement fasciste britannique

Le 28 février 1931, Oswald Mosley quitta le Parti travailliste et fonda, dès le lendemain, le New Party. Cette formation politique émergea autour de six députés travaillistes ayant souscrit au manifeste de Mosley, à savoir Mosley lui-même, son épouse Cynthia, ainsi que John Baldwin, Robert Brown, Robert Forgan et John Strachey. Toutefois, Baldwin et Brown se rétractèrent après une seule journée, siégeant dès lors comme indépendants à la Chambre des communes, tandis que Strachey quitta le parti en juin. Le New Party bénéficia d’un financement substantiel – 50 000 livres sterling – octroyé par Lord Nuffield, un industriel éminent. Il édita également une publication périodique, intitulée Action, placée sous la direction de Harold Nicolson, homme de lettres et diplomate. Par ailleurs, Nicolson réalisa un film de propagande, Crisis, que le parti tenta de diffuser dans les salles obscures. Toutefois, la censure britannique en interdit l’exhibition, jugeant que sa représentation de parlementaires assoupis durant les séances de la Chambre « porterait atteinte à la réputation du Parlement ». L’œuvre ne fut donc projetée qu’à l’occasion des réunions du mouvement. En marge de ses activités politiques, Mosley institua une milice partisane, les « Biff Boys », commandée par Peter Howard, capitaine de l’équipe nationale anglaise de rugby à XV. 
La première campagne électorale du New Party se déroula lors d’une élection partielle dans la circonscription d’Ashton-under-Lyne, en avril 1931. Le parti y présenta Allan Young comme candidat, assisté de Wilfred Risdon en qualité d’agent électoral. En raison d’une organisation déficiente, ils ne recueillirent qu’environ 16 % des suffrages, fragmentant ainsi l’électorat travailliste et permettant la réélection d’un conservateur à la Chambre des communes. Plus tard dans l’année 1931, deux autres parlementaires rallièrent le New Party : W.E.D. Allen, issu des unionistes, et Cecil Dudgeon, ancien membre des libéraux. Lors des élections générales de la même année, le parti présenta des candidats dans 25 circonscriptions, mais seuls Oswald Mosley lui-même et Sellick Davies, candidat à Merthyr Tydfil, obtinrent des résultats notables. Davies affronta un unique adversaire du Parti travailliste indépendant (ILP), tandis que Mosley se mesura aux représentants conservateurs et travaillistes à Stoke-on-Trent. Trois autres candidats perdirent leur caution électorale, témoignant de l’échec relatif de cette tentative. La campagne du New Party bénéficia cependant d’une couverture médiatique substantielle dans plusieurs journaux nationaux. Le Manchester Guardian rapporta, avec une certaine ironie, que les intendants arboraient des rosettes noires et ambre, couleurs associées à Mosley, et évoqua une possible symbolique : « Des abeilles laborieuses, butinant le miel de la prospérité ? Peut-être est-ce là son emblème. » 

## Politiques
Le programme du New Party trouvait son fondement doctrinal dans le « Mémorandum Mosley », un document plaidant pour l’adoption d’une politique économique nationale afin de pallier les effets désastreux de la Grande Dépression. Toutefois, l’aspiration de son instigateur à concentrer entre ses mains l’intégralité des décisions politiques provoqua la défection de nombreux adhérents, réticents devant une telle centralisation autoritaire. Mosley préconisait l’attribution de prérogatives gouvernementales extensives, soumises à un simple contrôle parlementaire d’ordre général, ainsi que l’institution d’un cabinet restreint de cinq membres, dépourvus de portefeuilles ministériels définis – configuration s’inspirant explicitement du Cabinet de guerre en vigueur durant la Première Guerre mondiale. Sur le plan économique, sa doctrine s’inscrivait en grande partie dans le sillage des théories keynésiennes, prônant un interventionnisme étatique marqué. Il recommandait notamment d’importants investissements publics dans le secteur du logement, destinés à la fois à résorber le chômage et à élever les conditions d’habitat. Parallèlement, il défendait une politique protectionniste, assortie de l’établissement de barrières douanières élevées, afin de préserver l’économie nationale de la concurrence étrangère. 

## Disparition
Après les élections, Mosley entreprit une tournée européenne au cours de laquelle il se rallia aux thèses fascistes. Le New Party, sous son égide, évolua progressivement vers un autoritarisme accru, certaines de ses factions, à l’instar de son mouvement de jeunesse, le NUPA, affichant désormais une doctrine explicitement fasciste et adoptant des uniformes inspirés des « chemises grises ». Cette radicalisation du New Party provoqua le départ de plusieurs de ses anciens soutiens, parmi lesquels John Strachey et Harold Nicolson. En 1932, Mosley opéra la fusion des principales mouvances fascistes britanniques au sein du British Union of Fascists dans laquelle le New Party se fondit. Une scission écossaise donna naissance au Parti démocratique fasciste écossais, placé sous la direction de William Weir Gilmour..
Un New Party indépendant a été lancé en Grande-Bretagne en 2003.

## Sources
- Benewick R. Le mouvement fasciste en Grande-Bretagne (1972)
- Dorril, Stéphane. Chemise noire, Viking Publishing, 2006 (ISBN 0-670-86999-6)
- Mandle, WF « Le New Party », Études historiques. Australie et Nouvelle-Zélande Vol. XII. Numéro 47 (1966)
- Pugh, Martin . Hourra pour les chemises noires ! « Les fascistes et le fascisme en Grande-Bretagne entre les deux guerres , Random House, 2005, (ISBN 0-224-06439-8)
- Skidelsky, Robert « Le problème de Mosley. Pourquoi un fasciste a échoué », Encounter (1969) 33#192 pp 77–88.
- Skidelsky, Robert. Oswald Mosley (1975), la biographie universitaire de référence
- Mosley, Oswald. Ma vie (1968)
- Worley, Matthieu. Oswald Mosley et le New Party, Palgrave Macmillan, 2010, (ISBN 978-0-230-20697-7)

### Sources primaires
- Mosley, Oswald. Une politique nationale 1931
- Mosley, Oswald. Chômage 1931
- Mosley, Oswald. La crise nationale de 1931
- Mosley, Oswald; Mosley, Cynthia; Strachey, John; Baldwin, Oliver; Forgan, Robert; Allen, WED Pourquoi nous avons quitté les vieux partis 1931
- Davies, Sellick. Pourquoi j'ai rejoint le New Party en 1931
- Joad, CEM Le cas du New Party 1931
- MacDougall, James Dunlop . Désillusion 1931
- Diston, Adam Marshall . La maladie du sommeil du Parti travailliste 1931
- Diston, Adam Marshall; Forgan, Robert. Le New Party et l'ILP 1931
- Allen, WED Le New Party et le vieux torysme 1931